# Saint-Mathurin-sur-Loire
Saint-Mathurin-sur-Loire ist eine Ortschaft und eine Commune déléguée in der französischen Gemeinde Loire-Authion mit 2.543 Einwohnern (Stand 1. Januar 2022) im Département Maine-et-Loire in der Region Pays de la Loire. Die Einwohner werden Saintmaturinois genannt.
Mit Wirkung vom 1. Januar 2016 wurden die Gemeinden Andard, Bauné, La Bohalle, Brain-sur-l’Authion, Corné, La Daguenière und Saint-Mathurin-sur-Loire zu einer Commune nouvelle mit dem Namen Loire-Authion zusammengelegt. Die Gemeinde Saint-Mathurin-sur-Loire gehörte zum Arrondissement Angers und zum Kanton Angers-7.

## Geographie
Der Ort liegt etwa 18 Kilometer ostsüdöstlich von Angers am nördlichen Ufer der Loire, deren Tal hier zum UNESCO-Welterbe und zum Weinbaugebiet Anjou gehört.
Der Ort hat einen Bahnhof an der Bahnstrecke Tours–Saint-Nazaire.

## Bevölkerungsentwicklung
| Jahr          | 1962  | 1968  | 1975  | 1982  | 1990  | 1999  | 2006  | 2012  |
| ------------- | ----- | ----- | ----- | ----- | ----- | ----- | ----- | ----- |
| Einwohner     | 1.779 | 1.758 | 1.705 | 1.927 | 1.995 | 2.228 | 2.340 | 2.390 |
| Quelle: INSEE |       |       |       |       |       |       |       |       |

## Sehenswürdigkeiten
- Kirche Saint-Mathurin, Kirchbau im neogriechischen Stil aus dem 19. Jahrhundert, Monument historique seit 1991
- Kapelle in La Marsaulaye aus dem 15. Jahrhundert, Monument historique
- Haus der Loire im Anjou für das UNESCO-Welterbe "Val de Loire"
- Haus L’Ecce Homo
- Adelshaus aus dem 18. Jahrhundert in La Marsaulaye mit Gebäudeteilen aus dem 17. Jahrhundert, Monument historique

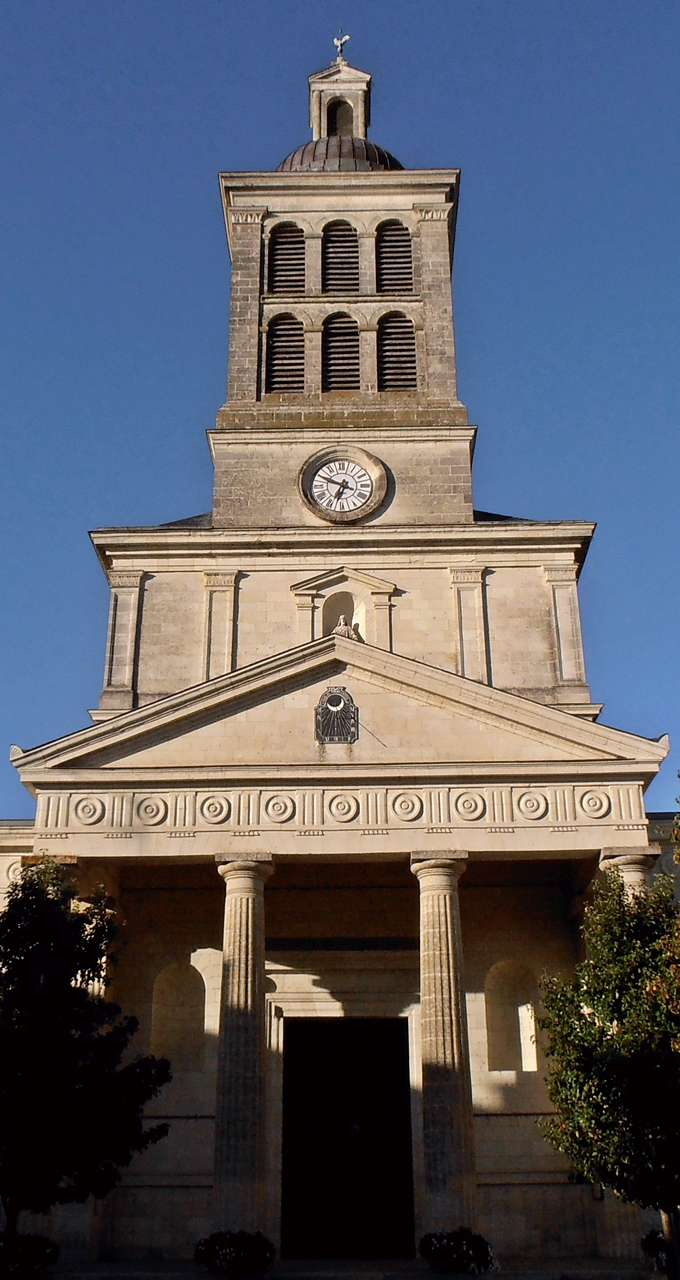
Kirche Saint-Mathurin
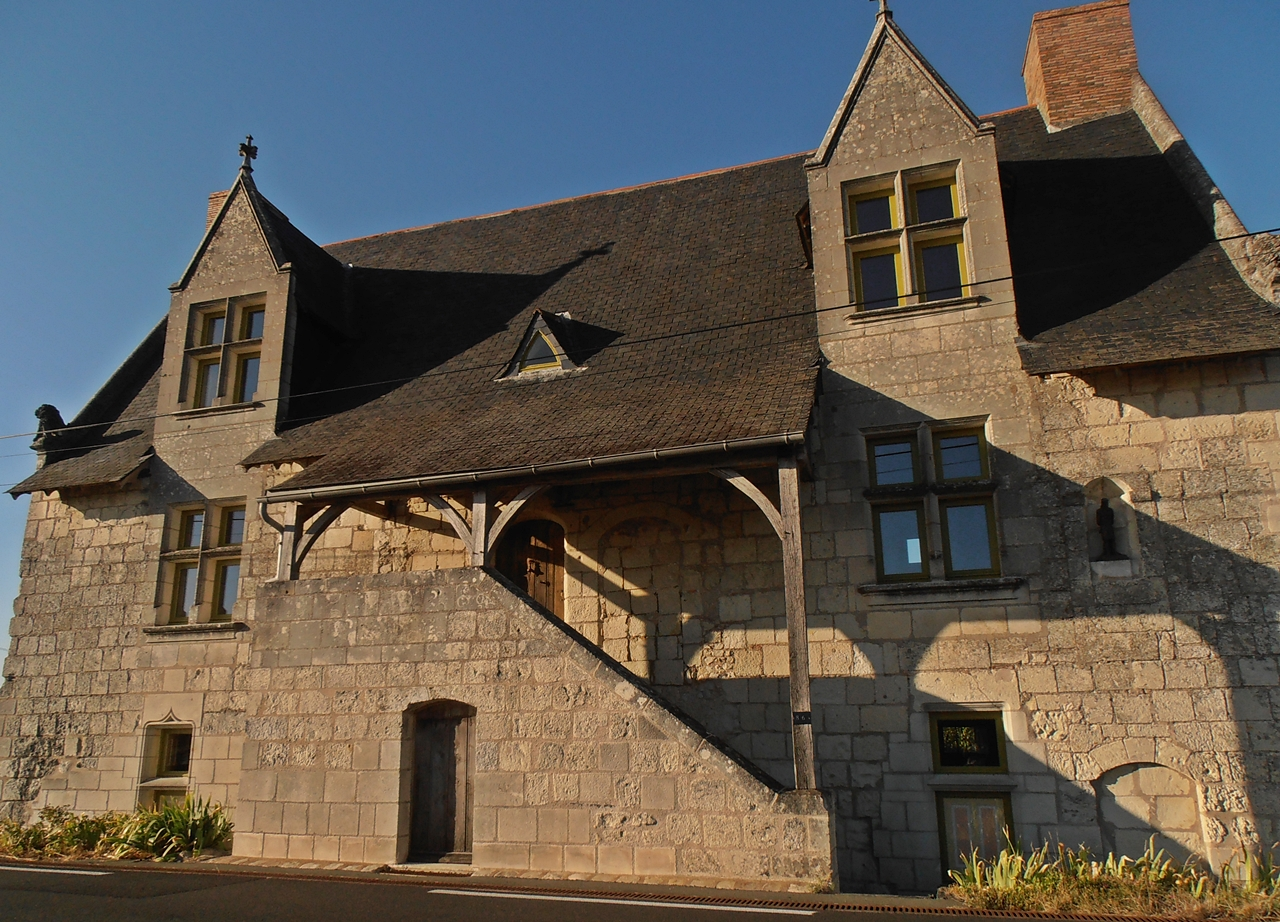
Haus L’Ecce Homo

## Persönlichkeiten
- Josep Grau-Garriga (1929–2011), Maler